# كريستين برينكمان
كريستين برينكمان (بالألمانية: Christiane Brinkmann)‏ هي منافسة ألعاب القوى ألمانية، ولدت في 8 يوليو 1962 في متمان في ألمانيا.

## وصلات خارجية
- كريستين برينكمان على موقع الاتحاد الدولي لألعاب القوى (الإنجليزية)